# Národní park Hardangervidda
Národní park Hardangervidda (norsky Hardangervidda nasjonalpark) je národní park v Norsku ležící celý na stejnojmenné náhorní planině Hardangervidda. Národní park leží na rozmezí tří norských krajů – Buskerud, Telemark a Vestland. Zvlněná krajina náhorní plošiny s felly a s tory, místy se zaříznutými ledovcovými údolími, je posetá četnými jezery, jezírky a mokřinami. Celá náhorní plošina leží mezi 1100 – 1400 metry nad mořem a je největší náhorní plošinou severní Evropy. Národní park byl založen v roce 1981, se svými 3422 km² je největším národním parkem Norska.

## Povrch
Název parku pochází od stejnojmenné náhorní plošiny (nazývané také pouze Vidda), údajně nejrozsáhlejší v celé Evropě, která leží v široké jižní části horské soustavy Skand. Z jejích zhruba 7400 km² pokrývá národní park bezmála polovinu. Na okrajích lemují mírně zvlněnou plošinu s holými zaoblenými vyvýšeninami (1100 – 1400 m nad mořem) příkré srázy. Převažuje žulové a břidličné podloží, na severozápadě se objevují také vápenaté usazené horniny. Nechybějí ani hluboce zaříznutá ledovcová údolí s divokými řekami a vodopády (nejznámějším je 182 m vysoký Vøringsfossen, ležící mimo národní park, asi 5 km od jeho hranice). Pouze v západní části nabývá území vysloveně horský charakter. Nejvyšší horou Hardangerviddy je Sandfloeggi (1721 m n. m.) a dalšími horami jsou např. skalnatý Hårteigen (1690 m n. m.), připomínající suk, nebo horolezci vyhledávaná Nupsegga (1674 m n. m.) a Solfonn (1674 m n. m.). Na severu je ohraničuje náhorní plošinu protáhlý masiv Hardangerjøkulen (1862 m), který sice leží už mimo území parku v navazující chráněné oblasti, ale viditelný vrcholový ledovec způsobuje, že ho nelze přehlédnout. Svoji rozlohou 73 km² se řadí na šesté místo mezi norskými ledovci bez ohledu na to, že jeho velikost se v průběhu času mění – např. v letech 1920 až 1980 byl až o kilometr kratší.

## Vodstvo
Území parku je odvodňováno převážně k jihu a jihovýchodu do Severního moře. Hlavními toky jsou Songa, Kvenna a Numedalslågen.

## Flóra a fauna

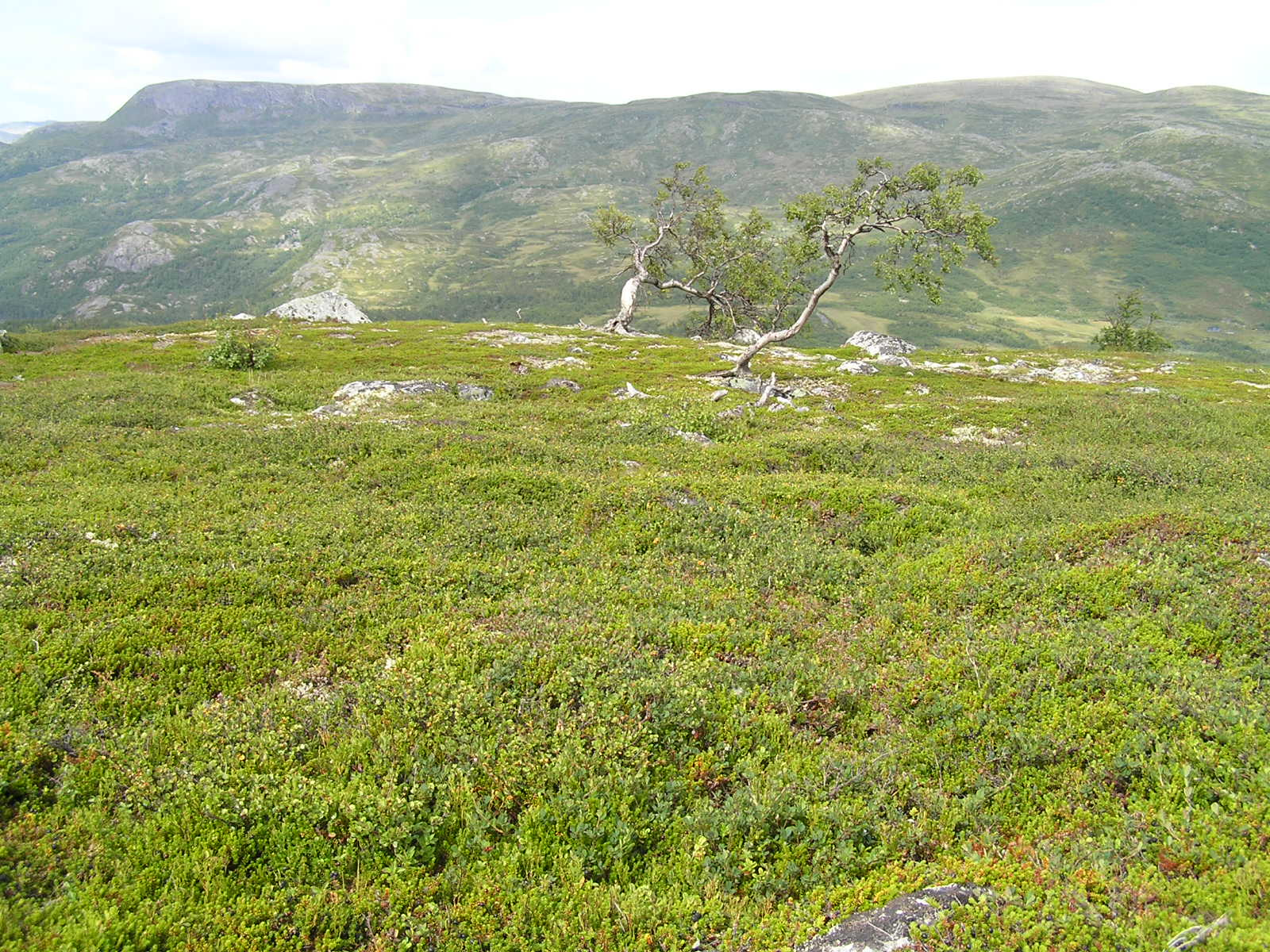
Pohled na náhorní plošinu Hardangervidda

Hardangervidda je nejjižnější výspou některých arktických zvířat i rostlin. Ze zvířat stojí za pozornost např. liška polární, sovice sněžní a jiné. Národní park proslavila zdejší stáda divokých sobů, která patří k největším v Evropě (a podle některých odhadů dokonce na světě). Stáda čítají více než 10 000 jedinců. Typickými ptačími druhy jsou např. slavík modráček, linduška luční, bělořit šedý, skřivan ouškatý a bělokur rousný i horský. Ve výčtu fauny nelze pominout záplavy komárů, muchniček a podobného hmyzu, který je aktivní především v létě. Vegetační kryt povětšinou tvoří horská (arkto-alpínská) tundra s nízkými keříčky, lišejníky a mechorosty, která je se záplavou různobarevných květů nejhezčí v časném létě. Ve velkém množství se zde vyskytuje ostružiník moruška. Všude se zde nachází typičtí průvodci rašelinišť – vlochyně, šicha, brusinka a zakrslé břízy či vrby, naopak vzrostlé dřeviny zde rostou řídce. Flóra celkově zahrnuje asi 500 druhů kvetoucích i nekvetoucích rostlin.

## Lidé
Náhorní plošina byla osídlena po ústupu ledovců po konci doby ledové asi 6000 let př. n. l. Důkazem toho jsou pozůstatky staveb z doby kamenné.
Dnes je národní park navštěvovaným turistickým místem a vyhledávanou oblastí pstruhařů.